# یوتلست ۸ درجه غربی
یوتلست ۸ درجه غربی (انگلیسی: Eutelsat 8 West C) یک ماهواره مخابراتی فرانسوی است که شرکت یوتل‌ست طراحی و اجرا می‌کند. این ماهواره بخشی از پروژۀ هات‌برد هم هست.